# 塔爾卡省

塔爾卡省是智利的54個省份之一，位於該國中部，由馬烏萊大區負責管轄，首府設於塔爾卡，面積9,938平方公里，2002年人口352,966，人口密度每平方公里35.5人。